# クィントゥス・アップレイウス・パンサ
クィントゥス・アップレイウス・パンサ（ラテン語: Quintus Appuleius Pansa、生没年不詳）は紀元前3世紀初頭の共和政ローマの政治家・軍人。紀元前300年に執政官（コンスル）を務めた。

## 出自
プレブス（平民）であるアップレイウス族の出身。父のプラエノーメン（第一名、個人名）は不明だが、祖父はガイウスである。おそらく紀元前391年にマルクス・フリウス・カミッルスを告訴してローマから追放したルキウス・アップレイウスの子孫と思われる。パンサはアップレイウス氏族としては最初の執政官である。

## 経歴
紀元前300年、パンサは執政官に就任。同僚執政官はパトリキ（貴族）のマルクス・ウァレリウス・コルウスであった。パンサはアエクイに対する、あまり重要でない作戦を実施するように命令された。また、執政官就任中に護民官のクィントゥスとグナエウスのオグルニウス兄弟がオグルニウス法を成立させ、それまでパトリキが独占してきた神祇官職がプレブスに開放された。翌年にはプブリウス・デキウス・ムス、マルクス・リウィウス・デンテル、ガイウス・マルキウス・ルティルス・ケンソリヌス、プブリウス・センプロニウス・ソプスの四人が最初のプレブス神祇官に就任している。
また、軍の指揮官としてパンサはウンブリア都市ネクィヌム（現在のナルニ）を包囲し、ナルニは翌年に陥落した。

## 参考資料
- ティトゥス・リウィウス『ローマ建国史』
- Oakley, S. P. A Commentary on Livy Books VI-X, Volume IV: Book X.
- Broughton, T. Robert S. (1951). The Magistrates of the Roman Republic . Volume I, 509 BC - 100 BC (in English). I, number XV. New York: The American Philological Association. 5 page